# Salvatore Marcello Di Mattina
Salvatore Marcello Di Mattina, detto Toti (Taviano, 5 gennaio 1970), è un politico italiano.

## Biografia
Si laurea in economia e commercio, diventando dottore commercialista. È anche un imprenditore turistico del settore balneare. Dal 2018 è membro del consiglio d’amministrazione delle Ferrovie Appulo Lucane.Ricopre, inoltre, l’incarico di presidente regionale di Cna Balneari Puglia.

### Attività politica
È stato assessore al Bilancio e demanio a Gallipoli dal 2021 al 2022. Ha lasciato l’incarico nell’agosto del 2022 a seguito della sua candidatura per un seggio in Parlamento .
Alle elezioni politiche del settembre 2022 viene eletto deputato con la coalizione di centro-destra nel collegio plurinominale Puglia 04, in quota Lega .